# Мелецоле
Мелецоле је насеље у Италији у округу Терни, региону Умбрија.
Према процени из 2011. у насељу је живело 211 становника. Насеље се налази на надморској висини од 589 м.